# Robert Teldy Naim
Robert Teldy Naim, vlastním jménem Roberto Naim (16. července 1901, Turín – 31. ledna 1981, La Celle-Saint-Cloud) byl francouzský spisovatel italského původu, autor knih pro děti a mládež.

## Dílo
- Paradis atomiques 1949),
- Sept soleils sur la neige (1954, Sedm sluncí na sněhu), dobrodružný román pro mládež z prostředí kanadského severu. Za toto dílo obdržel spisovatel roku 1954 cenu za nejlepší dětskou knihu Prix Jeunesse.[1]
- Candala Parmi Les Hautes Herbes (1956),
- Bile-De-Clown-Cheval De Cirque (1958),
- Faut-il Brûler Teilhard de Chardin? 1959),
- La Croisière De La Sirène (1960),
- Te Here Neï Au - Je T'aime (1961),
- L'ere Des Truands (1972).

## Česká vydání
- Sedm sluncí na sněhu, SNDK, Praha 1962, přeložila Anna Kučerová.